# Sumber Rejo (Batanghari)
Sumber Rejo is een bestuurslaag in het regentschap Lampung Timur van de provincie Lampung, Indonesië. Sumber Rejo telt 3585 inwoners (volkstelling 2010).